# 10617 Такумі
10617 Такумі (10617 Takumi) — астероїд головного поясу, відкритий 25 жовтня 1997 року.
Тіссеранів параметр щодо Юпітера — 3,654.
Названо на честь Такумі (яп. たくみ(琢巳) такумі).